# Golpe de Estado na Iugoslávia em 1941
O golpe de Estado na Iugoslávia ocorreu em 27 de março de 1941, em Belgrado, no Reino da Iugoslávia. O golpe foi planejado e conduzido por um grupo de oficiais nacionalistas sérvios pró-ocidentais da Força Aérea Real da Iugoslávia conduzida por seu comandante, o general Dušan Simović, que havia sido associado a uma série de golpes a partir de 1938. O General de Brigada de Aviação Militar Borivoje Mirković, o Major Živan Knežević das Guardas reais da Iugoslávia e seu irmão Radoje Knežević desempenharam papéis de liderança na condução do golpe. Além de Radoje Knežević, alguns outros líderes civis provavelmente estavam cientes do golpe antes de ser lançado e se mudaram para apoiá-lo uma vez que ocorreu, mas eles não estavam entre os organizadores.
O Partido Comunista da Iugoslávia não participou do golpe de estado, embora tenha feito uma contribuição significativa nos protestos em várias cidades, sinalizando apoio popular para o golpe de estado após a sua ocorrência. O golpe foi bem-sucedido e derrubou os três membros da regência: o príncipe Paulo, Radenko Stanković e Ivo Perović, bem como o governo do primeiro-ministro Dragiša Cvetković. Dois dias antes do golpe, o governo de Cvetković assinara o Protocolo de Viena sobre a Adesão da Iugoslávia ao Pacto Tripartite (Eixo). O golpe havia sido planejado há vários meses, mas a assinatura do Pacto Tripartite impulsionou os organizadores, incentivados pelos Special Operations Executive britânicas.
Os conspiradores militares colocaram no poder o Rei Pedro II, com 17 anos, o qual declararam ter idade para assumir o trono e um governo de unidade nacional foi formada com Simović como primeiro-ministro e Vladko Maček e Slobodan Jovanović como seus vice-primeiros ministros. O golpe resultou diretamente na invasão da Iugoslávia liderada pelos alemães.

## Antecedentes
De acordo com o professor de economia e historiador Jozo Tomasevich, o Reino da Iugoslávia foi politicamente fraco desde o momento de sua criação e assim permaneceu durante o período entreguerras, principalmente devido a um "sistema rígido de centralização", a forte associação entre cada grupo nacional e sua religião dominante e o desenvolvimento econômico desigual. Em particular, a primazia religiosa da Igreja Ortodoxa Sérvia em assuntos nacionais e a discriminação contra os católicos romanos e os muçulmanos agravou a insatisfação da população não-sérvia com os grupos dominantes sérvios que tratavam não-sérvios como cidadãos de segunda classe. Este sistema centralizado surgiu da força militar sérvia e da intransigência croata e foi sustentado pelo desengajamento dos croatas, pela excessiva representação dos sérvios, pela corrupção e pela falta de disciplina dentro dos partidos políticos. Até 1929, este estado de coisas foi mantido por subverter o sistema democrático de governo. A dominação do resto da Iugoslávia pelas elites governantes sérvias significava que o país nunca se consolidou no sentido político e, portanto, nunca conseguiu resolver os desafios sociais e econômicos que enfrentava.

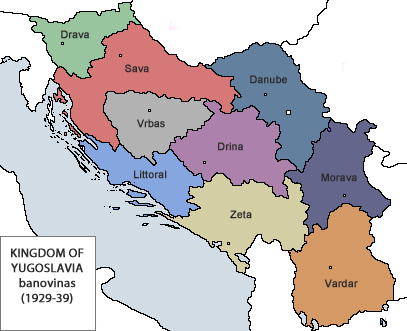
Regiões do Reino da Jugoslávia entre 1929 e 1939

A cientista política Sabrina P. Ramet vê a disfuncionalidade e a falta de legitimidade do regime os motivos pelos quais a política interna do reino tornou-se polarizada etnicamente, um fenômeno que foi referido como a "questão nacional" na Iugoslávia. As falhas para estabelecer o estado de direito, para proteger os direitos individuais, para construir a tolerância e a igualdade e para garantir a neutralidade do estado em assuntos relacionados à religião, à linguagem e à cultura contribuíram para essa ilegitimidade e a consequente instabilidade.
Em 1929, a democracia foi abandonada e uma ditadura real foi estabelecida pelo rei Alexandre I, que tentou acabar com as divisões étnicas no país através de vários meios, incluindo a criação de divisões administrativas (em servo-croata:  banovine) com base em rios e não em regiões tradicionais. Houve uma oposição significativa a este movimento, com partidos de oposição sérvios e eslovenos e outras pessoas que defendiam a divisão da Iugoslávia em seis unidades administrativas de base étnica. Em 1933, o descontentamento na Sava Banovina, em grande parte, povoado pelos croatas, havia se transformado em uma desordem civil que o regime resolveu com uma série de assassinatos, tentativas de assassinatos e prisões de figuras-chave da oposição croata, incluindo o líder do Partido Camponês Croata (em servo-croata:  Hrvatska seljačka stranka, HSS) Vladko Maček. Quando Alexandre foi assassinado em Marselha em 1934, seu primo, o Príncipe Paulo encabeçou uma regência triunviral cujos outros membros eram o senador Radenko Stanković e o governador do Sava Banovina, Ivo Perović. A regência governou em nome do filho de Alexandre,o príncipe Pedro, na época com onze anos, mas o importante membro da regência foi o Príncipe Paulo. Embora o príncipe Paulo fosse mais liberal do que seu primo, a ditadura continuou sem interrupções. A ditadura havia permitido que o país siga uma consistente política externa, mas a Iugoslávia precisava de paz interna para garantir a paz com seus vizinhos, os quais tinham aspirações irredentistas em seu território.

## Política externa iugoslava durante o período entreguerras
A partir de 1921, o país tinha negociado a Pequena Entente com a Romênia e Checoslováquia, em face das aspirações húngaras em seu território e após uma década de tratados bilaterais, formalizaram os mecanismos em 1933. Este foi seguido no ano seguinte pela Entente dos Balcãs da Iugoslávia, Grécia, Romênia e Turquia, visando frustrar as aspirações búlgaras. Ao longo deste período, o governo iugoslavo procurou manter boas relações com a França, vendo-a como garante dos tratados de paz europeus. Isso foi formalizado através de um tratado de amizade assinado em 1927. Com estes arranjos, a Itália representou o maior problema para a Iugoslávia, financiando a anti-iugoslava Organização Revolucionária Interna da Macedônia que promoveu o irredentismo búlgaro. As tentativas do rei Alexandre de negociar com Benito Mussolini foram infrutíferas e depois do assassinato de Alexandre, não houve qualquer avanço até 1937. Após o assassinato de Alexandre, a Iugoslávia foi isolada tanto militar como diplomaticamente, e estendeu a mão à França para auxiliar suas relações bilaterais com a Itália.

### Acordo de Cvetković–Maček
O príncipe Paulo reconheceu a falta de solidariedade nacional e fraqueza política de seu país e depois que ele assumiu o poder, fez repetidas tentativas de negociar um acordo político com Maček, líder do partido político croata dominante na Iugoslávia, o Partido Camponês Croata. Em janeiro de 1937, o primeiro-ministro Milan Stojadinović reuniu-se com Maček a pedido do regente, mas Stojadinović estava relutante ou incapaz de lidar com a questão da insatisfação croata com uma Iugoslávia dominada pela classe dominante sérvia. Em 1938, a anexação da Áustria pela Alemanha trouxe o Terceiro Reich para as fronteiras da Iugoslávia e eleições antecipadas foram realizadas em dezembro. Nesse sentido, o comandante da Força Aérea Real da Jugoslávia (VVKJ), General Dušan Simović esteve envolvido em dois golpes no início de 1938, um deles impulsionado pela oposição dos sérvios à Concordata com o Vaticano e outro golpe após a eleição de dezembro.
Nas eleições de dezembro de 1938, a Oposição Unida liderada por Maček fez 44,9 por cento dos votos, mas devido às regras eleitorais pelas quais os partidos do governo recebiam 40% dos assentos na Assembleia Nacional antes dos votos serem contados, a oposição conseguiu 67 assentos de um total de 373. Em 3 de fevereiro de 1939, o Ministro da Educação, Bogoljub Kujundžić, fez um discurso nacionalista na Assembleia, no qual afirmou que "as políticas sérvias serão sempre as políticas desta casa e deste governo
." O líder da Organização Muçulmana Iugoslava (JMO) Mehmed Spaho pediu a Stojadinović que repudiasse a declaração, mas não o fez. A pedido do líder do Senado, o esloveno Anton Korošec, naquela noite, cinco ministros retiraram-se do governo, incluindo Korošec. Os outros foram Spaho, o político da JMO Džafer Kulenović, o esloveno Franc Snoj, e o sérvio Dragiša Cvetković.
Stojadinović procurou autoridade do príncipe Paulo para formar um novo gabinete, no entanto Korošec, como chefe do Senado, aconselhou o príncipe a formar um novo governo em torno de Cvetković. O regente descartou Stojadinović e nomeou Cvetković em seu lugar, com a condição de que ele chegaria a um acordo com Maček. Enquanto essas negociações estavam em andamento, a Itália invadiu a Albânia. Em agosto de 1939, o Acordo de Cvetković–Maček foi celebrado para criar a Banovina da Croácia, que deveria ser uma unidade política relativamente autônoma dentro da Iugoslávia. Os croatas separatistas consideraram que o acordo não foi longe o suficientemente e muitos sérvios acreditavam que foi longe demais em dar poder aos croatas. O gabinete dirigido por Cvetković formado na sequência do acordo foi resolutamente anti-Eixo, e incluiu cinco membros do HSS, com Maček como vice-primeiro-ministro. O general Milan Nedić foi Ministro do Exército e da Marinha. Após a eclosão da Segunda Guerra Mundial em setembro de 1939, a pressão alemã sobre o governo resultou na renúncia em meados de 1940 do Ministro do Interior Stanoje Mihaldžić, que estava organizando secretamente atividades anti-Eixo. Em outubro de 1940, Simović foi novamente abordado por conspiradores a planejar um golpe, mas ele não se comprometeu. Desde o início da guerra, a diplomacia britânica se concentrou em manter a Iugoslávia neutra, o que o embaixador Ronald Campbell ainda acreditava possível.

### Aumento das pressões

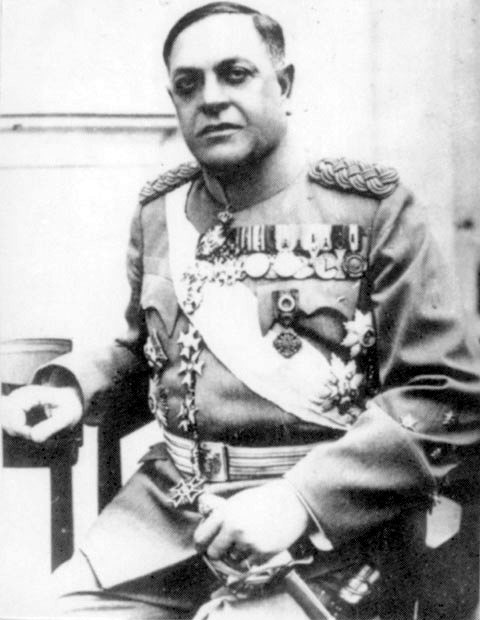
O ministro do Exército e da Marinha Milan Nedić foi substituído porque ele defendeu que a Iugoslávia se juntasse ao Eixo.

Na época da invasão da Polônia e subsequente eclosão da guerra em setembro de 1939, o Serviço de Inteligência Iugoslavo estava cooperando com agências de inteligência britânicas em grande escala em todo o país. Esta cooperação, que havia existido em menor grau no início da década de 1930, intensificou-se após o Anschluss, que ocorreu em março de 1938. Essas operações combinadas de inteligência visavam fortalecer a Iugoslávia e mantê-la neutra enquanto incentivava atividades secretas. Em meados do final de 1940, a inteligência britânica tomou conhecimento da conspiração golpista, mas conseguiu acompanhar os planos, preferindo continuar trabalhando para o príncipe Paulo. O escritório do Special Operations Executive (SOE) em Belgrado teve envergadura significativa para apoiar a oposição ao governo anti-Eixo de Cvetković, que prejudicou o equilíbrio conquistado na política iugoslava que o governo representava. O SOE em Belgrado estava envolvido com políticas e interesses pró-sérvios e ignorou ou subestimou avisos do SOE e de diplomatas britânicos em Zagreb, os quais compreendiam melhor a situação na Iugoslávia como um todo.
A situação da Iugoslávia agravou-se em outubro de 1940, quando a Itália invadiu a Grécia a partir da Albânia e o fracasso inicial dos italianos para avançar apenas aumentou a apreensão iugoslava de que a Alemanha seria forçada a ajudar a Itália. Em setembro e novembro de 1940, respectivamente, a Alemanha forçou o Reino da Hungria e o Reino da Romênia a aderir ao Pacto Tripartite. No início de novembro de 1940, o general Nedić, que acreditava que a Alemanha iria ganhar a guerra, propôs ao governo que abandonasse sua postura neutra e se juntasse ao Eixo assim que possível, na esperança de que a Alemanha iria proteger a Iugoslávia, contra seus "vizinhos gananciosos". Alguns dias depois, o Príncipe Paulo, constatando a impossibilidade de seguir os conselhos de Nedić, substituiu-o pelo general Petar Pešić. Em 12 de dezembro de 1940, por iniciativa do Primeiro-Ministro da Hungria, Pál Teleki, a Hungria concluiu um tratado de amizade e não agressão com a Iugoslávia. Embora o conceito tenha recebido apoio tanto da Alemanha como da Itália, a assinatura real do tratado não. A invasão alemã da Grécia seria mais simples se a Iugoslávia pudesse ser neutralizada. Nos meses seguintes, o Príncipe Paulo e seus ministros trabalharam sob uma forte pressão diplomática, sob ameaça de um ataque dos alemães pelo território búlgaro e a falta de vontade dos britânicos para prometer apoio militar prático. Seis meses antes do golpe, a política britânica em relação ao governo da Iugoslávia passou da aceitação da neutralidade iugoslava para uma pressão ao país para apoiá-los na guerra contra a Alemanha.
Em 23 de janeiro de 1941, William Donovan, um emissário especial do presidente dos Estados Unidos Franklin D. Roosevelt, visitou Belgrado e emitiu um ultimato, dizendo que se Iugoslávia permitisse a passagem de tropa alemã, então, os EUA não "interfeririam em seu nome" em negociações de paz. Em 14 de fevereiro, Adolf Hitler reuniu-se com Cvetković e seu Ministro dos Negócios Estrangeiros e solicitou a adesão da Iugoslávia ao Pacto Tripartite. Ele pressionou para que houvesse uma desmobilização do Exército Real Iugoslavo—o qual houve uma "reativação" parcial (um eufemismo para mobilização) na Macedônia e partes da Sérvia, provavelmente dirigido aos italianos—e a concessão de permissão para transportar suprimentos alemães através do território da Iugoslávia, juntamente com uma maior cooperação econômica. Em troca, ele ofereceu uma porta perto do Mar Egeu e segurança territorial. Em 17 de fevereiro, a Bulgária e a Turquia assinaram um acordo de amizade e não-agressão, o que efetivamente destruíram as tentativas de criar um bloco neutro dos países dos Bálcãs. O príncipe Paulo criticou o acordo e os búlgaros, descrevendo suas ações como "traição". Em 18 e 23 de fevereiro, o príncipe Paulo disse ao ministro dos EUA, Arthur Lane, que a Iugoslávia não atacaria o exército alemão se entrassem na Bulgária. Ele explicou que fazer isso seria injusto e que não seria entendido pelos eslovenos e croatas. Em 1 de março, a Iugoslávia ficou mais isolada quando a Bulgária assinou o Pacto e o exército alemão chegou à fronteira búlgara-iugoslava.
No dia 4 de março, o Príncipe Paulo, secretamente, reuniu-se com Hitler em Berchtesgaden e foi novamente pressionado a assinar o Pacto. Hitler não pediu passagem de tropas através da Iugoslávia e ofereceu a cidade grega de Salonica. O príncipe Paulo, no meio de uma crise em seu gabinete, ofereceu um pacto de não agressão e uma declaração de amizade, mas Hitler insistiu em suas propostas. O Príncipe Paulo advertiu que "temo que, se eu seguir o seu conselho e assinar o Pacto Tripartite, não vou mais estar aqui em seis meses." Em 8 de Março, Franz Halder, o chefe do Oberkommando des Heeres, expressou sua expectativa de que os iugoslavos assinariam se as tropas alemãs não cruzassem a fronteira. Durante o mês de Março, As negociações de tratados secretos começaram em Moscou entre a Iugoslávia e a União Soviética, representadas respectivamente pelo embaixador da Iugoslávia, Milan Gavrilović, e o Comissário do Povo Soviético para Negócios Estrangeiros, Viatcheslav Molotov. De acordo com o general Pavel Sudoplatov, que era na época o vice-chefe de operações especiais para o NKVD, Gavrilović era um agente soviético totalmente recrutado, mas Sudoplatov afirma que eles sabiam que Gavrilović também tinha laços com os britânicos. Os iugoslavos inicialmente buscaram uma aliança militar, mas isso foi rejeitado pelo lado soviético, já que eles já estavam vinculados pelo Pacto Molotov-Ribbentrop , que garantia a não-beligerância com a Alemanha.
No dia 17 de março, o Príncipe Paulo voltou para Berchtesgaden, e foi dito por Hitler que era sua última chance para a Iugoslávia aderir ao Pacto, renunciando desta vez ao pedido de utilização das vias férreas da Iugoslávia, a fim de facilitar a sua adesão. Dois dias depois, o Príncipe Paulo convocou um conselho real para discutir os termos do Pacto e se a Iugoslávia deveria assiná-lo. Os membros do conselho estavam dispostos a concordar, mas apenas sob a condição de que a Alemanha deixasse suas concessões serem públicas. A Alemanha concordou e o conselho aprovou os termos. Três ministros renunciaram no dia 20 de Março em protesto contra a iminente assinatura do Pacto. Estes foram o Ministro do Interior, Srdjan Budisavljević; o Ministro da Agricultura, Branko Cubrilović; e o Ministro sem pasta, Mihailo Konstantinović. Os britânicos eram amigáveis com Budisavljević, e sua renúncia à insistência britânica precipitou as demissões dos outros dois. Os alemães reagiram ao impor um ultimato a aderir até a meia-noite de 23 de março ou não teriam mais chance alguma. O Príncipe Paulo e Cvetković obrigaram-se e aceitaram, apesar de acreditar que as promessas alemãs eram "inúteis". Em 23 de março, a garantia da Alemanha da segurança territorial da Iugoslávia e sua promessa de não usar suas ferrovias foram divulgadas. No Reino Unido, Alexander Cadogan, O Subsecretário Permanente de Estado para os Negócios Estrangeiros, escreveu em seu diário que "os iugoslavos parecem ter vendido suas almas ao diabo. Todos esses povos dos Bálcãs são lixos."

### Iugoslávia assina o Pacto de Berlim
No dia 25 de Março, o pacto foi assinado no Palácio Belvedere em Viena. Um banquete oficial foi realizado, no qual Hitler queixou-se por se sentir como se estivesse em uma festa de funeral. O rádio alemão anunciou mais tarde que "as Potências do Eixo não exigiriam o direito de passagem de tropas ou materiais de guerra", enquanto o documento oficial mencionava apenas tropas e omitia a menção de materiais de guerra. Da mesma forma, a promessa de dar Salônica à Iugoslávia não aparece no documento. No dia seguinte, manifestantes sérvios reuniram-se nas ruas de Belgrado gritando: "Melhor o túmulo do que ser escravo, melhor uma guerra do que o pacto" (em servo-croata:  Bolje grob nego rob, Bolje rat nego pakt).

## Desenvolvimento do golpe

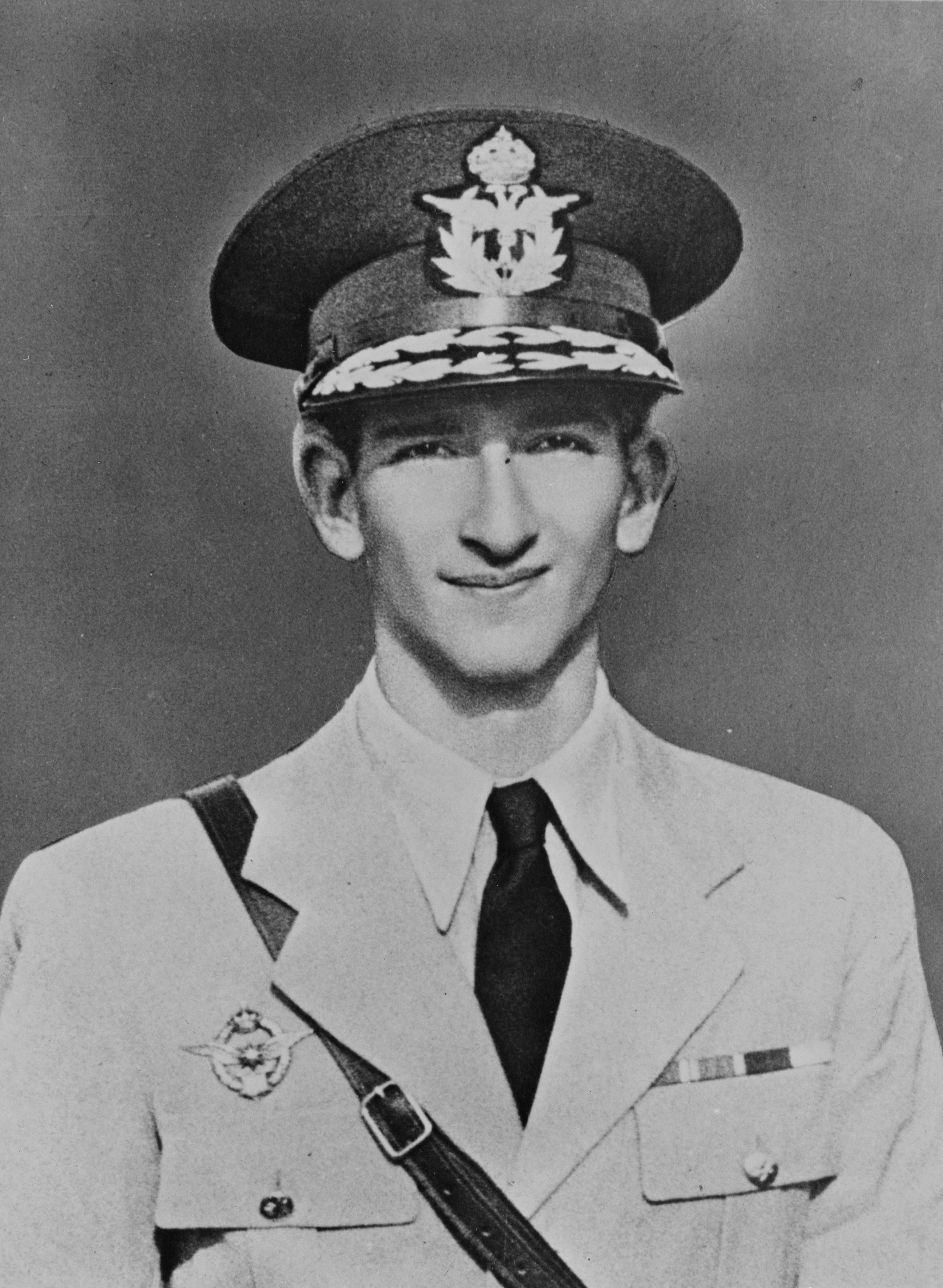
Pedro II Karađorđević, com 17 anos no momento do golpe de estado, foi declarada maior de idade e coroado rei.

O golpe foi executado em 2:15 am, em 27 de março. Foi planejado por um grupo de oficiais da Força Aérea Real da Iugoslávia em Zemun e da Guarda Real nas proximidades de Belgrado. Os únicos oficiais seniores envolvidos eram da força aérea. Sob a supervisão do vice-comandante da Força Aérea Real da Iugoslávia Borivoje Mirković, os oficiais assumiram o controle de edifícios e locais críticos nas primeiras horas do dia 27 de março, incluindo:
- a base da força aérea Zemun (Coronel Dragutin Savić)
- as pontes sobre o Sava entre Zemun e Belgrado (Coronel Dragutin Dimić)
- a administração municipal, direção da polícia e da estação de rádio de Belgrado (Coronel Stjepan Burazović)
- os ministérios e a sede do Estado-Maior Geral (Major Živan Knežević)
- O complexo real (Coronel Stojan Zdravković)
- A principal estação de correios em Belgrado (Tenente-Coronel Miodrag Lozić)
- os quartéis dos Guardas Reais e do Comando Automotivo

Apesar do apoio britânico aos conspiradores, de acordo com o ex-diplomático britânico e Professor Emérito de História, Clássicos e Arqueologia da Universidade de Edimburgo, David A. T. Stafford, a "iniciativa veio dos iugoslavos, e só por uma extensão da imaginação pode-se dizer que os britânicos planejaram ou dirigiram o golpe de estado." Ivo Tasovac criticou a conclusão de Stafford, apontando para a evidência de que os conspiradores eram dependentes da inteligência britânica e que altos funcionários britânicos se encontraram com Simović e Mirković imediatamente antes do golpe ser realizado. O adido aéreo britânico do Group Captain A. H. H. McDonald' reuniu-se com Simović em 26 de março, e o agente britânico T.G. Mappleback encontrou-se com seu amigo Mirković no mesmo dia e ordenou que ele executasse o golpe dentro de 48 horas. Os indivíduos que provavelmente estavam cientes do golpe incluem Slobodan Jovanović, presidente do Clube Cultural Sérvio, e Ilija Trifunović-Birčanin, presidente da Narodna Odbrana (Defesa Nacional). Algumas dessas pedindo um golpe de estado ou no mínimo consciente de que o golpe foi planejado anteriormente tinha sido envolvido com a secreta Mão Negra, incluindo Božin Simić. De acordo com o general soviético Pavel Sudoplatov, o golpe foi apoiado ativamente pelas agências de inteligência soviéticas, seguindo as instruções de Stálin, com o objetivo de fortalecer a posição estratégica da URSS nos Balcãs. Um grupo de oficiais da inteligência soviética que incluía Solomon Milshtein e Vasily Zarubin foi enviado para Belgrado para ajudar no golpe. As atividades dos soviéticos na Iugoslávia foram impulsionadas pelo estabelecimento de uma missão soviética em Belgrado em 1940. A União Soviética desenvolveu sua rede de inteligência através de jornalistas e acadêmicos de esquerda na Universidade de Belgrado. A embaixada alemã em Belgrado tinha certeza de que o golpe havia sido organizado por agências especiais britânicas e soviéticas.
Há afirmações contraditórias a respeito de quem era o líder do golpe, vindo de Simović, Mirković, e o major Živan Knežević. Mirković reivindicou o único crédito imediatamente após o golpe e declarou no décimo aniversário que: "Só depois de ter informado o general [Simović] sobre a minha ideia e ele aceitar, que eu tomei a decisão de realizar a revolta planejada. Eu mesmo tomei a decisão e também realizei toda a organização. Eu tomei a decisão de quando a revolta aconteceria." É provável que ele tenha planejado um golpe desde 1937 quando foi assinado um pacto italo-iugoslavo. O rei Pedro mais tarde creditou o golpe simplesmente às "fileiras mais jovens [de oficiais] e as médias do exército iugoslavo" num discurso de 17 de dezembro de 1941. A resposta de Simović foi publicada postumamente, alegando que ele "estava no centro de toda a trama" e estava "pessoalmente envolvido seu assistente, o brigadeiro-general Bora Mirković na ação". Tomasevich considera o relato de Mirković ser a mais credível dos dois, e aponta ele, é corroborada por várias fontes, tanto as do Aliado quanto as do Eixo. O assunto desempenharia um papel no faccionalismo que dividiria o futuro governo iugoslavo no exílio durante a Segunda Guerra Mundial.

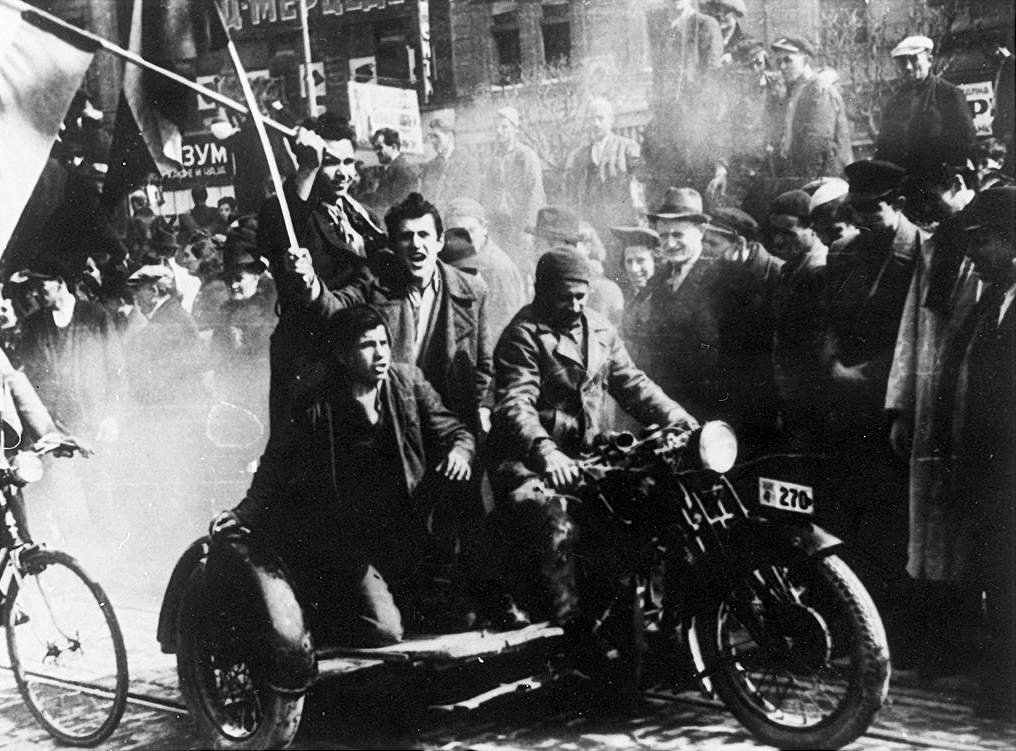
Manifestações em Belgrado, em 27 de Março de 1941

No momento do golpe de estado, o Príncipe Paulo estava em Zagreb , a caminho de férias em Brdo. Na manhã de 27 de março, o vice-primeiro ministro Maček foi informado do golpe e encontrou o príncipe Paulo na estação ferroviária de Zagreb para discutir a situação. Maček sugeriu que Paulo permaneça em Zagreb, com a possibilidade de mobilizar unidades do exército na Banovina da Croácia em seu apoio. O príncipe Paulo recusou essa oferta, pelo menos parcialmente porque sua esposa, a Princesa Olga e as crianças estavam em Belgrado. Ele chegou à capital de trem naquela noite e foi imediatamente ordenado que assinasse papéis abolindo a regência. Ele foi posteriormente exilado para a Grécia.
Na manhã de 27 de março, o palácio real estava cercado e os defensores do golpe emitiram uma mensagem de rádio que representava a voz de Pedro com uma "proclamação ao povo", convidando-os a apoiar o novo rei. Panfletos com a proclamação do golpe de estado foram posteriormente jogados nas cidades a partir de aeronaves. Demonstrações seguidas em Belgrado e outras grandes cidades iugoslavas que continuaram nos dias seguintes. Os manifestantes freqüentemente usavam o slogan que havia sido usado por manifestantes no dia anterior ao golpe, "Melhor uma guerra do que o pacto, melhor o túmulo do que ser escravo". Membros do Partido Comunista da Iugoslávia, que fora proibido desde 1920, também participaram de manifestações em todo o país. O primeiro-ministro britânico Winston Churchill declarou que "a Iugoslávia encontrou a sua alma". De acordo com as memórias do patriarca ortodoxo sérvio, Gavrilo V, o golpe de Estado foi bem recebido pelo clero sênior da igreja, bem como pela Santa Assembleia dos Bispos, que estava em sessão em 27 de março em resposta ao golpe. O Patriarca Gavrilo também falou publicamente em apoio ao Rei e ao novo regime pelo rádio.
Para outras nações na Iugoslávia, a perspectiva da guerra e os laços estreitos do governo com a Igreja Ortodoxa da Sérvia não eram bem vistos. O arcebispo Aloysius Stepinac, presidente da Conferência Católica Romana dos Bispos da Iugoslávia, escreveu amargamente em seu diário que "Em suma, os croatas e os sérvios são de dois mundos ... que nunca mais se aproximarão sem um ato de Deus". Ele também escreveu que "O Cisma [Ortodoxia] é a maior maldição na Europa, quase maior do que o protestantismo. Não há moral, nem princípio, não há verdade, nem justiça, nem honestidade [na Ortodoxia]." No mesmo dia, ele pediu publicamente ao clérigo católico que orasse pelo rei Pedro e que a Croácia e a Iugoslávia se salvassem de uma guerra.

## Resultado

### O novo governo
Na sequência do golpe de estado, o novo governo de Simović recusou-se a ratificar a assinatura do Pacto Tripartite pela Iugoslávia, mas não o descartou abertamente,. Hitler, irritado pelo golpe e por incidentes anti-alemães em Belgrado, reuniu seus oficiais seniores e ordenou que a Iugoslávia fosse esmagada sem demora. No mesmo dia do golpe, ele emitiu a Diretiva nº 25, que exigia que a Iugoslávia fosse tratada como um estado hostil . A Itália deveria ser incluída nas operações e a diretiva mencionava especificamente que "serão feitos esforços para induzir a Hungria e a Bulgária a participarem das operações oferecendo-lhes a perspectiva de recuperar Banat e Macedônia". Além disso, a diretiva afirmou que "as tensões internas na Iugoslávia serão encorajadas dando garantias políticas aos croatas".
No dia 30 de março, o Ministro dos Negócios Estrangeiros Momčilo Ninčić convocou o embaixador alemão Viktor von Heeren e entregou-lhe uma declaração que afirmava que o novo governo aceitaria todas as suas obrigações internacionais, incluindo a adesão ao Pacto Tripartite, desde que os interesses nacionais do país fossem protegidos. Von Heeren voltou ao seu escritório para receber uma mensagem de Berlim que instruiu que o contato com funcionários da Iugoslávia deveria ser evitado e ele foi chamado para Berlim. Nenhuma resposta foi dada para Ninčić. Em 2 de abril, foram emitidas ordens para a evacuação da embaixada alemã, e o encarregado de negócios alemão informou aos diplomatas de países amigáveis que deixassem o país.
No dia 3 de abril, a Diretiva 26 foi emitida, detalhando o plano de ataque e estrutura de comando para a invasão. A Hungria e a Bulgária foi prometida o Banato e a Macedônia, respectivamente e foi pedido para o exército da Romênia para não participar, mantendo a sua posição na fronteira dos países. O conflito interno na Hungria sobre os planos de invasão entre o exército e Teleki levou ao suicídio do primeiro-ministro na mesma noite. Também no dia 3 de abril, Edmund Veesenmayer, representando o Dienststelle Ribbentrop, chegou em Zagreb, na preparação para uma mudança de regime. O piloto croata Vladimir Kren, um capitão da Força Aérea Real Iugoslava, desertou para os alemães em 3 de abril, levando consigo informações valiosas sobre as defesas aéreas do país.
Simović nomeou Maček como vice-primeiro-ministro mais uma vez no novo governo, mas Maček estava relutante e permaneceu em Zagreb enquanto ele decidia o que fazer. Enquanto considerava que o golpe de Estado tinha sido uma iniciativa inteiramente sérvia destinada ao Príncipe Paul e ao Acordo Cvetković-Maček, ele decidiu que precisava mostrar o apoio da HSS para o novo governo e que era necessário juntar-se a ele. Em 4 de abril, ele viajou para Belgrado e aceitou o cargo, sob várias condições: que o novo governo respeite o Acordo Cvetković-Maček e amplie a autonomia da banovina da Croácia em alguns aspectos, que o novo governo respeite a adesão do país ao Pacto Tripartite e que um sérvio e um croata temporariamente assumam o papel de regentes. no mesmo dia, exilado político croata e líder do Ustaše Ante Pavelić pediu aos croatas que iniciem uma revolta contra o governo em seu programa, Radio Velebit, com base na Itália.
Em 5 de abril, o novo gabinete se reuniu pela primeira vez. Enquanto as duas primeiras condições estabelecidas pela Maček foram atendidas, o compromisso do governo era impraticável devido ao príncipe Pedro ter sido declarado maior de idade. Envolvendo representantes de todo o espectro político, o gabinete de Simović foi "extremamente desunido e fraco". Budisavljević e Cubrilović foram reintegrados às suas antigos postos. O gabinete incluiu membros que entraram em três grupos; aqueles que se opuseram fortemente ao Eixo e preparados para enfrentar a guerra com a Alemanha, aqueles que defendiam a paz com a Alemanha e aqueles que não eram comprometidos. Os grupos foram divididos da seguinte forma:
| Membro do gabinete   | Partido | Cargo                                   |
| -------------------- | ------- | --------------------------------------- |
| Dušan Simović        | Mil     | Primeiro-ministro Chefe do Estado-Maior |
| Bogoljub Ilić        | Mil     | Ministro do Exército e da Marinha       |
| Srdjan Budisavljević | SDS     | Ministro do Interior                    |
| Sava Kosanović       | SDS     | Ministro do Abastecimento               |
| Branko Cubrilović    | ZS      | Ministro da Agricultura                 |
| Radoje Knežević      | DS      | Ministro da Corte Real                  |

| Membro do gabinete | Partido | Cargo                               |
| ------------------ | ------- | ----------------------------------- |
| Vladko Maček       | HSS     | Primeiro vice-primeiro ministro     |
| Ivan Andres        | HSS     | Ministro do Comércio e da Indústria |
| Josip Torbar       | HSS     | Ministro dos Correios e Telégrafos  |
| Juraj Šutej        | HSS     | Ministro das Finanças               |
| Bariša Smoljan     | HSS     | Ministro sem pasta                  |
| Momčilo Ninčić     | NRS     | Ministro das Relações Exteriores    |
| Džafer Kulenović   | JMO     | Ministro das Florestas e Minas      |
| Fran Kulovec       | SLS     | Ministro da Construção              |
| Miha Krek          | SLS     | Ministro sem pasta                  |

| Membro do gabinete | Partido | Cargo                                             |
| ------------------ | ------- | ------------------------------------------------- |
| Slobodan Jovanović | Ind.    | Segundo vice-primeiro ministro                    |
| Milan Grol         | DS      | Ministro da Previdência Social e da Saúde Pública |
| Boža Marković      | DS      | Ministro da Justiça                               |
| Miloš Trifunović   | NRS     | Ministro da Educação                              |
| Bogoljub Jevtić    | JNS     | Ministro dos Transportes                          |
| Jovo Bonjanin      | JNS     | Ministro sem pasta                                |
| Marko Daković      | Ind.    | Ministro sem pasta                                |

### Pacto de não-agressão com a URSS
Em 5 de abril de 1941, o governo pós-golpe assinou o Tratado de Amizade e Não-Agressão com a União Soviética em Moscou, para o qual as negociações estavam em andamento desde março. O artigo final pertinente do tratado diz o seguinte: "Em caso de agressão contra uma das partes contratantes por parte de um terceiro poder, a outra parte contratante compromete-se a observar uma política de relações amistosas com essa parte", que ficou aquém do compromisso de prestar assistência militar. Este foi "um movimento diplomático quase sem sentido", o que não poderia ter tido um impacto real sobre a situação em que a Iugoslávia se encontrava.

### Invasão do Eixo
A invasão da Iugoslávia pelo Eixo começou em 6 de abril. O bombardeio de Belgrado obrigou o governo a procurar abrigo fora da cidade. A partir daí, o rei Pedro e o general Simović planejaram partir para o exílio. Maček, recusando-se a deixar o país, recusando-se a deixar o país, renunciou em 7 de abril e designou Juraj Krnjević como seu sucessor. Maček voltou para Zagreb. Três outros ministros também se recusaram a deixar a Iugoslávia: Ivan Andres e Bariša Smoljan do HSS e Kulenović da JMO. O governo reuniu-se em solo iugoslavo pela última vez em 13 de abril próximo a Pale, de onde viajaram para a Nikšić e depois, foram levados para fora do país em direção a Atenas. A liderança soviética aceitou a invasão da Iugoslávia sem qualquer crítica.
Outro resultado do golpe foi que o trabalho feito pela inteligência britânica com o governo anti-Eixo de Cvetković e Maček estava perdido. Ao apoiar os conspiradores golpistas, a SOE prejudicou o equilíbrio na política iugoslava que havia sido alcançado pelo Acordo Cvetković-Maček. Os nacionalistas sérvios apoiaram e saudaram o golpe porque ele acabou com a autonomia croata ao abrigo do acordo e os libertaram para prosseguir uma agenda da Grande Sérvia. O golpe e suas consequências imediatas também contribuíram para a paralisia dentro do governo iugoslavo no exílio durante o restante da guerra, devido a disputas em curso sobre a legitimidade do Acordo Cvetković-Maček.

## Legado e avaliação histórica
O príncipe Paulo foi considerado culpado por crimes de guerra, em setembro de 1945 pelo seu papel na adesão iugoslava ao Pacto Tripartite. Em 2011, um tribunal supremo na Sérvia achou a sentença politicamente e ideologicamente motivada e o Príncipe Paulo foi oficialmente reabilitado. Uma decisão similar foi tomada em 2009 para reabilitar Cvetković por crimes de guerra relativos à assinatura do pacto.
Dr Sue Onslow, na tentativa de colocar o golpe no contexto mais amplo da política britânica em relação à Iugoslávia entre o início da Segunda Guerra Mundial e os acontecimentos de 27 de março de 1941, escreve que o golpe foi uma grande vitória de propaganda para a Grã-Bretanha, já que "provou um impulso tremendo, se efêmero, para a moral britânica, chegando rapidamente às vitórias contra as forças italianas no norte da África e no Sudão"; também foi "um impulso muito necessário para o serviço inicial da Special Operations Executive criado por Dalton".